# Cratere Oort
Oort è un cratere sulla superficie di Plutone.